# Herpotrichia fusispora
Herpotrichia fusispora är en svampart som beskrevs av Chi Y. Chen & W.H. Hsieh 2004. Herpotrichia fusispora ingår i släktet Herpotrichia, ordningen Pleosporales, klassen Dothideomycetes, divisionen sporsäcksvampar och riket svampar.   Inga underarter finns listade i Catalogue of Life.